# لونش كوبر
لونش كوبر (بالإنجليزية: Lynch Cooper) هو عداء سريع أسترالي، ولد في 1903، وتوفي في 1971 في وانجارتا في أستراليا.